# Manfred Frohl
Manfred Frohl (* 23. August 1938) ist ein ehemaliger deutscher Fußballspieler, der in den 1960er Jahren in der DDR-Oberliga, der höchsten Spielklasse im DDR-Fußball, aktiv war.

## Sportliche Laufbahn
In der Saison 1960 (Kalenderjahr-Spielzeit) begann Manfred Frohl im Alter von 22 Jahren seine Laufbahn im höherklassigen Fußball. Für den SC Fortschritt Weißenfels bestritt er in der DDR-Oberliga zwischen dem 18. und 26. Spieltag als Verteidiger drei Spiele. Nach dieser Saison musste der SC Fortschritt in die DDR-Liga absteigen und wurde in eine Betriebssportgemeinschaft (BSG) umgewandelt. In den drei folgenden DDR-Liga-Spielzeiten schaffte es Frohl zum Stammspieler, als er von den 95 ausgetragenen Spielen 82 Begegnungen absolvierte.
Im Sommer 1964 wechselte Frohl zum DDR-Ligisten BSG Stahl Riesa. Nachdem er in der Saison 1964/65 nur in 13 der 30 DDR-Liga-Spiele eingesetzt worden war, wurde er in den nachfolgenden drei Spielzeiten auch in Riesa wieder Stammspieler. In den 90 Ligaspielen dieses Zeitraums fehlte Frohl nur bei 13 Begegnungen, 1965/66 erzielte er seine einzigen zwei Tore seiner höherklassigen Karriere. In der Saison 1967/68 war er mit 26 vor 30 Ligaspielen am Aufstieg der BSG Stahl in die DDR-Oberliga beteiligt. In der Oberligasaison 1968/69 wurde Frohl als Abwehrspieler nur in den vier letzten Punktspielen der Hinrunde aufgeboten. Zur Spielzeit 1969/70 wurde er zwar im Oberliga-Aufgebot von Stahl Riesa genannt, kam aber nicht mehr zum Einsatz. Für den 31-Jährigen war damit die Laufbahn im Spitzenfußball beendet. Innerhalb von neun Spielzeiten war Manfred Frohl auf sieben Einsätze in der Oberliga und 172 Spiele in der DDR-Liga gekommen.